# Japansk litteratur

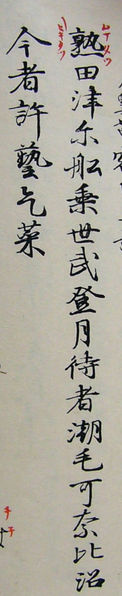
Utdrag ur Manyoshu.

Japansk litteratur, litteratur på det japanska språket, har en historia om nästan två tusen år. I början var den starkt influerad av kinesisk litteratur och skrevs ofta på klassisk kinesiska.

## Antik och klassisk litteratur
Skriftsystemet kanji kom från Kina och var den första japanska skriften. Så småningom utvecklades stavelsetecken ur de kinesiska tecknen, föregångarna till vår tids hiragana och katakana. Den tidigaste stavelseskriften kallas manyogana. Bland kända verk på klassisk kinesiska och manyogana från den tiden finns Kojiki (712), Nihonshoki (720) och Manyoshu (759).
Heianperioden (781 till 1192) var en blomstringstid för japansk litteratur, med kvinnliga författare som på hiragana skrev verk som Genji monogatari och den samtida Makura no Sōshi (i engelsk översättning ofta The Pillow Book; omkring 990).

## Tidig medeltida litteratur
Under perioden mellan 1100-talet och 1600-talet utvecklades flera nya litterära former, såsom renga och noh.
De många krigen mellan rivaliserande småfurstar leder till att krigslitteraturen blomstrar. Ett exempel är 1300-talsverket Heike monogatari, om striderna mellan furstehusen Minamoto och Taira.

## Edoperiodens litteratur
Under Edoperiodens isolationism blomstrar framför allt den folkliga kulturen bland stadsbefolkningen i Edo. Nya teaterformer som kabuki hör till den trenden, liksom illustrerade berättelser. Bland andra Hokusai gjorde teckningar till illustrerade böcker.
Yomihon är ytterligare en populär genre som växer fram under Edoperioden. Det är ett slags historiska dramer, inspirerade av liknande kinesiska berättelser. Den mest kände författaren i genren torde vara Ueda Akinari.
I Edo växer också en hel flora av kriminalhistorier och pornografi upp.

## Modern litteratur
Efter Meijirestaurationen 1868 kastas Japan in i moderniteten. Många författare har i efterhand inspirerats av den tidens kamp mellan tradition och modernism, men de tidiga Meijiförfattarna ägnade sig åt allt mellan upplysningslitteratur (Fukuzawa Yukichi), samhällsrealism (Futabatei Shimei) och romantik (Mori Ōgai). De manliga författarna dominerar under perioden, Ichiyō Higuchi hör till de kända undantagen.
På 1870-talet började det ges ut översättningar av europeisk litteratur vilket influerade författare till en mer västerländskt orienterad litteratur. Den första moderna japanska romanen anses vara Ukigumo (1887-1889) av Futabatei Shimei. Även poesin förnyades av västerländska influenser.
Den dominerande strömningen efter sekelskiftet var en form av naturalism som fick japansk färg. En av tidens mest framstående romanförfattare Natsume Sōseki, som emellertid stod vid sidan av denna strömning, skrev klassikern Jag är katt (1905) och den mycket populära Botchan (1906).
På 1910 framträdde flera framstående författare som Nagai Kafū, Tanizaki Junichirō och Akutagawa Ryunosuke.  ”Jag-berättelsen”, watakushi-shosetsu, växte under inflytande från Shiga Naoya fram som en ny genre. Det är dubbelbottnade, ofta romantiska berättelser i jag-form.  
1920-talet såg arbetarlitteraturen födas, med politiskt medvetna författare som Yuriko Miyamoto. En mer lyrisk skola bildades av bland andra Yasunari Kawabata som sedermera tilldelades nobelpriset i litteratur 1968.

## Efterkrigstida litteratur
Tiden efter Stilla havskriget genomsyrades japansk litteratur av krigsförlusten. Osamu Dazai skrev om hemvändande soldater och Nobuo Kojima om den amerikanska ockupationen. Mishima Yukio började sin författarbana efter krigsslutet. Kōbō Abe som tog intryck av västerländsk surrealism och absurdism var en annan mycket uppmärksammad författare.
Under 1970- och 80-talen fortsatte många författare att behandla ämnen som skuld och moral. Nobelpristagaren Kenzaburo Oe hör till de mest kända författarna här.
Under 2000-talet är Haruki Murakami med sina originella romaner med inslag av magisk realism och surrealism den mest uppmärksammade japanske författaren med en stor läsekrets även i västvärlden.
Under senare år har japansk manga vunnit stor popularitet över i stort sett hela västvärlden.

## Betydande författare och vissa arbeten kronologiskt listade
Antika och klassiska
- Ōtomo no Yakamochi (c.717 – 785): Man'yōshū
- Sei Shōnagon (c.966 – c.1020): Kuddboken
- Murasaki Shikibu (c.973 – c.1020): Genji monogatari
- Takasues dotter (1008 – c.1065): Sarashina Nikki, Om Mitt Liv

Medeltida
- Yoshida Kenkō (c.1283 – 1352): Tsurezuregusa
- Heike monogatari (1371)

Tokugawa
- Ihara Saikaku (1642 – 1693)
- Matsuo Bashō (1644 – 1694)
- Chikamatsu Monzaemon (1653 – 1725)
- Ueda Akinari (1734 – 1809)
- Santo Kyoden (1761 – 1816)
- Jippensha Ikku (1765 – 1831)
- Kyokutei Bakin (1767 – 1848)

Moderna
- Kubota Hikosaku (1846 – 1899)
- Mori Ōgai (1862 – 1922)
- Ozaki Koyo (1867 – 1903)
- Natsume Sōseki (1867 – 1916)
- Izumi Kyoka (1873 – 1939)
- Shiga Naoya (1883 – 1971)
- Ishikawa Takuboku (1886 – 1912)
- Tanizaki Junichirō (1886 – 1965)
- Akutagawa Ryūnosuke (1892 – 1927)
- Eiji Yoshikawa (1892 – 1962)
- Edogawa Rampo (1894 - 1965)
- Kenji Miyazawa (1896 – 1933)
- Kuroshima Denji (1898 – 1943)
- Ibuse Masuji (1898 – 1993)
- Ishikawa Jun (1899 – 1987)
- Kawabata Yasunari (1899 – 1972)
- Miyamoto Yuriko (1899 – 1951)
- Tsuboi Sakae (1900 – 1967)
- Kaji Motojirō (1901 – 1932)
- Oguma Hideo (1901 – 1940)
- Kobayashi Takiji (1903 – 1933)
- Ishikawa Tatsuzo (1905 – 1985)
- Osamu Dazai (1909 – 1948)

Efterkrigstida
- Endō Shūsaku (1923 – 1996)
- Abe Kōbō (1924 – 1993)
- Mishima Yukio (1925 – 1970)
- Morita Naruo (1926 –)
- Tokiwa Shinpei (1931 –)
- Inoue Hisashi (1933 –)
- Yamada Taichi (1934 –)
- Kurahashi Yumiko (1935 –)
- Ōe Kenzaburō (1935 –)
- Yamamoto Michiko (1936 –)
- Yamaguchi Yōko (1937 –)
- Muramatsu Tomomi (1940 –)
- Nakagami Kenji (1946 – 1992)
- Shimizu Yoshinori (1947 –)
- Takahashi Katsuhiko (1947 –)
- Nagakura Manji (1948 –)
- Kikuchi Hideyuki (1949 –)
- Murakami Haruki (1949 –)
- Ebisawa Yasuhisa (1950 –)
- Asada Jirō (1951 –)
- Kirino Natsuo (1951 –)
- Koike Mariko (1952 –)
- Murakami Ryū (1952 –)
- Takamura Kaoru (1953 –)
- Tsuzuki Naoko (1955 –)
- Yamada Eimi (1959 –)
- Sugimoto Reiichi (1963 –)
- Yoshimoto Mahoko (1964 –)
- Yū Miri (1968 –)